# Hănești
Hănești is een Roemeense gemeente in het district Botoșani.
Hănești telt 2255 inwoners.